# Боб Белл
Роберт Чарльз Белл (нар. 10 квітня 1958, Белфаст, Північна Ірландія) — інженер і технічний директор Формули-1, найбільш відомий своєю роботою з командою Renault. Наразі він є виконавчим директором з технічних питань команди Aston Martin.

## Кар'єра
Белл навчався в Королівському університеті Белфасту, де здобув докторський ступінь з аеронавігаційної інженерії, перш ніж приєднатися до McLaren у 1982 році, де він працював аеродинаміком компанії до 1988 року, після чого його було підвищено до керівника відділу досліджень та розробок на наступні два роки. У 1997 році Белл перейшов до команди Benetton Formula, де працював з Ніком Віртом.
Він працював старшим аеродинаміком у Benetton до 1999 року, коли перейшов до команди Jordan Grand Prix, приєднавшись до них як керівник відділу автомобільних технологій, після запрошення свого колишнього колеги по McLaren Майка Гаскойна. Обидва покинули Jordan заради Renault, і в 2001 році Белла було призначено заступником технічного директора команди, після чого він став технічним директором у 2003 році, коли Майк Гаскойн пішов, щоб приєднатися до команди Toyota.
Белл був технічним директором Renault протягом надзвичайно успішних сезонів 2005 та 2006 років, у яких його R25 та R26 виграли чемпіонат як серед пілотів, так і серед конструкторів. Наступні два сезони показали дуже мало хороших результатів, і його проєкти опустилися в чемпіонаті конструкторів до четвертого місця у 2007 та 2008 роках.
Після відставки Флавіо Бріаторе та Пета Сімондса у зв'язку зі скандалом щодо аварії Renault у Формулі-1, Белла було призначено виконуючим обов'язки керівника команди до кінця 2009 року, 23 вересня 2009 року. Протягом сезону 2010 року Белл обіймав посаду керуючого директора команди Renault до свого відходу з команди 6 жовтня 2010 року. 18 лютого 2011 року Белла було призначено новим технічним директором Mercedes GP, з 1 квітня 2011 року. 14 квітня 2014 року в Mercedes оголосили, що Белл пішов у відставку зі своєї посади у грудні 2013 року та залишить команду у листопаді 2014 року.
Перед Гран-прі Канади 2015 року Manor Marussia оголосила, що Белл займе в команді посаду технічного консультанта.
3 лютого 2016 року Белла було оголошено головним технічним директором новоствореної команди Renault Sport з болідом Renault R.S.16. Він пропрацював у команді Renault два роки, перш ніж залишити її у 2018 році, ставши позаштатним консультантом. Це сталося після 36-річної кар'єри у Формулі-1.
6 березня 2024 року Белла було оголошено виконавчим директором з технічних питань команди Aston Martin.